# Schöllerhof
Schöllerhof ist ein Ortsteil der Gemeinde Odenthal im Rheinisch-Bergischen Kreis. Er liegt am Einlauf des Eifgenbachs in die Dhünn am Ende des Helenentals nordöstlich von Altenberg.

## Geschichte
Der Schöllerhof war wie der Luchtenberger und der Steinhauser Hof zu bestimmten Abgaben an Hafer und Wachs an die Pfarrkirche Dabringhausen verpflichtet. Er soll 1585 von der Abtei Altenberg erworben worden sein. Der Hof wurde von den Zisterziensern seit der Zeit an viele verschiedene Familien verpachtet.
Er gehörte vom Mittelalter bis zur frühen Neuzeit zum Kirchspiel Dabringhausen im bergischen Amt Bornefeld, später Amt Bornefeld-Hückeswagen. Unter der französischen Verwaltung zwischen 1806 und 1813 wurde das Amt aufgelöst und Schöllerhof wurde politisch Teil der Mairie Dabringhausen. 1816 wandelten die Preußen die Mairie zur Bürgermeisterei Dabringhausen im Kreis Lennep in der Rheinprovinz um.
Erstmals urkundlich genannt wird der Schöllerhof im Jahre 1586: Der „Halfmann auf dem Scholerhof, ein guter hußman von Erbgütern hat das halbe Kellergut, ist ein halfman uf den Altenberg gut in zemblch Nahrung mit zweien Pferden“, zahlt vier Taler Steuer im Amt Bornefeld.
Die Eheleute Peter Koch und Anna Katharina Greis pachteten das Anwesen ab 1780. Der Abt Franz Cramer verpflichtete sie im Pachtvertrag zur Abgabe von zahlreichen Naturalien. Dazu gehörten unter anderem zwei Schweine, ein Kalb, sechs Hühner und zwanzig Malter Hafer. Außerdem mussten sie den herzoglichen Jagdgesellschaften ein Pferd zur Verfügung stellen und am St. Bernhardstag an der Messe in Altenberg teilnehmen.
Im Jahre 1807 ist der jetzt großherzogliche Kameralhof 205 Morgen groß. Halfe ist Johan Hein aus Stragholz. Im Jahr 1811 wird der Hof zum Zwecke des Verkaufs kartiert. Im gleichen Jahr werden die Gebäude des Hofes an Wilhelm Pütz, Pächter des Bechener Gutes, ohne Grund und Boden für 1.009 Taler verkauft. 1828 plant Johan Thiel eine Mühlenanlage an der Dhünn bei Schöllerhof. Es folgen verschiedene Einsprüche, unter anderem des Grafen Wolff von Metternich zu Gracht als Besitzer der Steinenmühle in Odenthal. 1855 wird eine Wollspinnerei in Schöllerhof erwähnt. 1866 besitzt Max Thiel aus Burscheid den Schöllerhof in Flur 12, Parzellen 4, 5 und 7. Im Jahre 1879 besitzt Reichsgraf Werner von Wolff-Metternich, Rittergutbesitzer und Erboberjägermeister auf Schloss Gracht bei Liblar, später Haus Beck bei Dorsten, den Schöllerhof.
Seit etwa 1880 diente das Haus als Verwaltungsgebäude und als Versandstelle für das in den benachbarten Pulvermühlen Aue und Helenenthal produzierte Schwarzpulver
Mit dem Köln-Gesetz wurde Schöllerhof 1975 Teil der Gemeinde Odenthal.